# 西境町 (名古屋市)
西境町（にしさかえちょう）は、愛知県名古屋市中区の地名。

## 歴史

### 沿革
- 1909年（明治42年）10月1日 - 愛知郡千種町字下古井・西境の各一部により西境町1丁目が、同字西境の一部により西境町2〜4丁目が成立する[1]。
- 1911年（明治44年）11月1日 - 愛知郡前津小林町字元瓦の一部を編入する[1]。
- 1977年（昭和52年）10月23日 - 全域が新栄一丁目および千代田五丁目に編入され消滅[2]。